# شياو مان
شياو مان (بالصينية: 王承嫣) هي مغنية وممثلة صينية، ولدت في 7 نوفمبر 1989 في تايبيه في تايوان.

## وصلات خارجية
- شياو مان على موقع IMDb (الإنجليزية)
- شياو مان على موقع قاعدة بيانات الفيلم (الإنجليزية)